# Cypripedium elegans
Cypripedium elegans är en orkidéart som beskrevs av Heinrich Gustav Reichenbach. Cypripedium elegans ingår i släktet guckuskor, och familjen orkidéer. Inga underarter finns listade i Catalogue of Life.